# Concerto in mi bemolle "Dumbarton Oaks"
Il Concerto in mi bemolle "Dumbarton Oaks" è una composizione di Igor' Fëdorovič Stravinskij del 1938 per orchestra da camera ed appartiene al periodo neoclassico dell'autore.

## Storia
La denominazione Dumbarton Oaks, data da Stravinskij al suo lavoro, deriva dal nome della tenuta che si trova nel distretto di Columbia; il suo proprietario Robert Woods Bliss e la moglie Mildred incaricarono il musicista della composizione per festeggiare il loro trentesimo anniversario di matrimonio. Stravinskij lavorò a questo concerto in Svizzera dalla primavera del 1937 e lo terminò a Parigi il 29 marzo 1938. Bliss stesso si fece carico dei costi sostenuti per la prima esecuzione che avvenne in forma privata l'8 maggio 1938 nella sua tenuta; la direzione fu affidata a Nadia Boulanger poiché Stravinskij ammalato si trovava in ospedale. L'autore trascrisse poi il concerto in una versione per due pianoforti.

## Analisi
Questo concerto si può intendere come un omaggio a Bach, infatti i richiami ai Concerti brandeburghesi sono evidenti sia nell'alternanza fra il "tutti" e i solisti sia nell'uso di tre violini e tre viole sia nell'uso sapiente del contrappunto. Dove la personalità stravinskiana emerge chiaramente è nel ritmo le cui cadenze, di una inconfondibile mobilità, richiamano La sagra della primavera. Il concerto è in tre movimenti; nel primo, Tempo giusto, la musica ispira una limpida serenità appena scalfita da inquietudini dovute al ritmo intricato. Il secondo movimento, Allegretto, ricorda il Falstaff verdiano nei passi suonati dal fagotto, rendendo così il brano spiritoso e allegro. Nel terzo ed ultimo movimento, Con moto, il ritmo è usato in maniera più enfatica ricordando le opere giovanili dell'autore

## Organico
Flauto, clarinetto, fagotto, due corni, tre violini, tre viole, due violoncelli, due contrabbassi.